# Гексум, Ник
Николас Лофтон Гексум (Nicholas Lofton Hexum), более известный как Ник Гексум (Nick Hexum) — американский музыкант, наиболее известный как основатель группы альтернативного рока 311.

## Биография

### Ранние годы
Николас Лофтон Гексум родился 12 апреля 1970 года в городе Мадисон, штат Висконсин. Позже семья перебралась в Омаху, штат Небраска. Там Гексум в школу Уэстсайд, где играл в школьном джазовом ансамбле, параллельно выступая в таких гаражных группах как The Extras, The Ed’s, The Right Profile и Unity. В середине 80-х ник поехал пытать счастье в Лос-Анджелес, и возможность вернуться на родину представилась лишь через несколько лет, когда его друг детства Чед Секстон предложил собрать новую группу.

### Образование 311 и What Have You
В 1988 году образовывается группа альтернативного рока 311. В первый состав вошли Гексум, Секстон, Аарон Уиллс и Тим Махоуни, которого вскоре заменил Джим Уотсон, но через год Махоуни вновь вернулся в коллектив. Первым релизом группы является мини-альбом Downstairs EP, записанный в подвале дома Гексума и выпущенный его усилиями в 1989 году тиражом в 300 экземпляров. Понимая неизбежность выхода последующих альбомов, он основывает в 1990 собственную компанию-лейбл What Have You Records. На этом лейбле впоследствии выходят ещё три неофициальных релиза: Dammit! (1990), Unity (1991) и Hydroponic EP (1992), после чего группа переходит на лейбл Capricorn Records.

### Другие проекты и личная жизнь
В 1998 году Гексум поучаствовал в записи песни «It’s A Rockin' World» вместе с Джо Страммером, Фли и Томом Морелло, которая вошла в альбом Chef Aid: The South Park Album. Ник помог группе The Urge в написании песни «Jump Right In» (2001) и сделал миксы для группы No Doubt и Ленни Кравица, а также участвовал в исполнении песни «Stay On» на альбоме Sugar Ray одноимённой группы. В 2005 году Гексум появляется на альбоме проекта Neverending White Lights в песне «Age of Consent».
В конце 90-х Гексум открыл свою линию одежды «Ginsing Clothing». Кроме того, Ник Гексум — владелец частного острова недалеко от побережья Флориды. Остров был куплен за $4 900 000 и был переименован из Monkey Key в Melody Key. 17 марта 2011 года Гексум объявил, что намерен продать остров.
В 2001 году Гексум за кулисами концерта в поддержку второго альбома группы Days of the New знакомится с будущей солисткой Pussycat Dolls Николь Шерзингер. Их отношения продлились три года, и они расстались в 2004 году. В 2008 году состоялась свадьба Гексума с девушкой по имени Никки. Первая дочь, Эхо Лав Гексум родилась 29 августа 2009. Вторая дочь Максин родилась первого мая 2011 года.